# Demostración de Furstenberg de la infinitud de los números primos
En matemáticas, particularmente en teoría de números, la demostración de Furstenberg de la infinitud de los números primos es una prueba topológica de que los números enteros contienen una cantidad infinita de números primos.
Cuando se examina en detalle, la demostración es menos una afirmación topológica que un enunciado sobre ciertas propiedades de las progresiones aritméticas. A diferencia de la demostración clásica del teorema de Euclides, el enunciado de Furstenberg se vale de la reducción al absurdo. La demostración fue publicada en 1955 en el American Mathematical Monthly mientras Furstenberg era todavía un alumno de pregrado en la Universidad Yeshiva de Nueva York.

## Demostración de Furstenberg
Defínase una topología sobre los números enteros {\displaystyle \mathbb {Z} }, llamada topología de enteros espaciados uniformemente, declarando un subconjunto U ⊆ {\displaystyle \mathbb {Z} } como un conjunto abierto si y solo si es una unión de sucesiones aritméticas S(a,b) para a ≠ 0, o es vacío (lo que puede verse como una unión nula -unión vacía- de sucesiones aritméticas), donde
{\displaystyle S(a,b)=\{an+b\mid n\in \mathbb {Z} \}=a\mathbb {Z} +b.}
Equivalentemente, U es abierto si y solo si para cada x en U existe algún entero a distinto de cero tal que S(a,x) ⊆ U. Los axiomas de una topología se verifican fácilmente:
- Ø es abierto por definición, y {\displaystyle \mathbb {Z} } es simplemente la sucesión S(1,0), y por lo tanto también es abierto.
- Cualquier unión de conjuntos abiertos es abierta: para cualquier conjunto de conjuntos abiertos Ui y x en su unión U, cualquiera de los números ai para el cual S(ai, x) ⊆Ui también se demuestra que S(ai, x) ⊆ U.
- La intersección de dos conjuntos abiertos (y, por lo tanto, un número finito de ellos) es abierta: sean U1 y U2 conjuntos abiertos y sea x ⊆ U1 n U2 (con los números a1 y a2 pertenecen al conjunto). Sea a el mínimo común múltiplo de a1 y a2. Entonces S(a,x) ⊆ S(ai,x) ⊆ Ui.

Esta topología tiene dos propiedades notables:
1. Dado que cualquier conjunto abierto no vacío contiene una sucesión infinita, un conjunto no vacío finito no puede ser abierto. Dicho de otro modo, el complemento de un conjunto finito no vacío no puede ser un conjunto cerrado.
2. Los conjuntos base S(a,vb) son ambos abiertos y cerrados: son abiertos por definición, y se puede escribir que S(a,vb) como complemento de un conjunto abierto de la siguiente manera:

{\displaystyle S(a,b)=\mathbb {Z} \setminus \bigcup _{j=1}^{a-1}S(a,b+j).}
Los únicos enteros que no son múltiplos enteros de números primos son v1 y +1, es decir,
{\displaystyle \mathbb {Z} \setminus \{-1,+1\}=\bigcup _{p\mathrm {\,primo} }S(p,0).}
Ahora bien, por la primera propiedad topológica, el conjunto del lado izquierdo no puede ser cerrado. Por otro lado, por la segunda propiedad topológica, los conjuntos S(p,v0) son cerrados. Por lo tanto, si solo hubiera un número finito de números primos, el conjunto del lado derecho sería una unión finita de conjuntos cerrados y, por lo tanto, sería cerrado. Esto sería una contradicción, por lo que debe haber un número infinito de números primos.

## Propiedades topológicas
La topología de enteros espaciados uniformemente sobre {\displaystyle \mathbb {Z} } es la topología inducida por la inclusión de {\displaystyle \mathbb {Z} \subset {\hat {\mathbb {Z} }}}, donde {\displaystyle {\hat {\mathbb {Z} }}} es el anillo entero profinito con su topología profinita.
Es homeomórfico con respecto a los números racionales {\displaystyle \mathbb {Q} } con el subespacio topológico heredado de la recta real, lo que deja claro que cualquier subconjunto finito, como {\displaystyle \{-1,+1\}}, no puede ser abierto.